# 米爾頓·溫萊特
米爾頓·溫萊特（英語：Milton Wainwright，1950年2月23日—）是一名英國微生物學家，以研究他聲稱可能是在平流層發現的外星生命而知名。

## 生平
溫萊特畢業於諾丁漢大學植物學系。他在同一所大學取得真菌學博士學位。1974年至1975年，他前往加拿大國家研究委員會擔任博士後研究員，並取得環境微生物學的資格。1975年至1986年，他在謝菲爾德大學擔任微生物學講師。

## 研究工作
溫萊特的興趣是天體生物學和科學史。
2008年，他聲稱自然選擇的觀念並非查爾斯·達爾文或阿爾弗雷德·羅素·華萊士理論的原創。此外，他還聲稱喀拉拉紅雨是一種生物實體。溫萊特也寫了許多關於青黴素（包括阿道夫·希特勒的命是靠此藥救回的）和鏈黴素發現歷史的文章，以及關於細菌和其他非病毒微生物會導致癌症的假說。
1980年代，溫萊特為了1990年出版的抗生素著作《Miracle Cure》，訪問羅格斯大學的教職員關於艾伯特·沙茨的問題，這引起了一些教授的好奇心，他們自己也進行查詢，並與沙茨進行談話。他們當中有一群人開始游說為沙茨平反，因為他們深信1952年諾貝爾生理學或醫學獎只頒給賽爾曼·瓦克斯曼時，沙茨是不公平的受害者。最終，羅格斯大學將1994年羅格斯大學獎章頒給沙茨，這是該校的最高榮譽。
溫萊特認為自己是不可知論者。

## 出版
- Wainwright, Milton. . Blackwell. 1990. ISBN 978-0-631-16492-0.
- Wainwright, Milton. . 1999. ISBN 978-1-4613-7394-0. doi:10.1007/978-1-4615-5251-2.

## 榮譽
- 英國卡迪夫大學榮譽教授（2009年）
- 沙烏地阿拉伯沙特國王大學榮譽教授（2010年）
- 英國白金漢大學白金漢天文生物中心榮譽教授及研究員（2012年）[4]

## 外部連結
- . University of Sheffield. （原始内容存档于9 March 2016）.